# 弗洛拉鎮區 (明尼蘇達州倫維爾縣)
弗洛拉鎮區（英語：Flora Township）是位於美國明尼蘇達州倫維爾縣的一個行政鎮區。

## 地方資料
弗洛拉鎮區的面積為98.02平方千米，當中陸地面積為97.80平方千米，而水域面積為0.22平方千米。根據2020年美國人口普查的數據，當地共有人口167人，而人口密度為每平方千米1.7人。